# یواس‌اس اگاسیز (۱۸۶۱)
یواس‌اس اگاسیز (۱۸۶۱) (به انگلیسی: USS Agassiz (1861)) یک کشتی آمریکایی بود.